# Петерслар
Петерслар (нім. Peterslahr) — громада в Німеччині, розташована в землі Рейнланд-Пфальц. Входить до складу району Альтенкірхен. Складова частина об'єднання громад Фламмерсфельд.
Площа — 3,31 км2. Населення становить 298 ос. (станом на 31 грудня 2020).

## Галерея

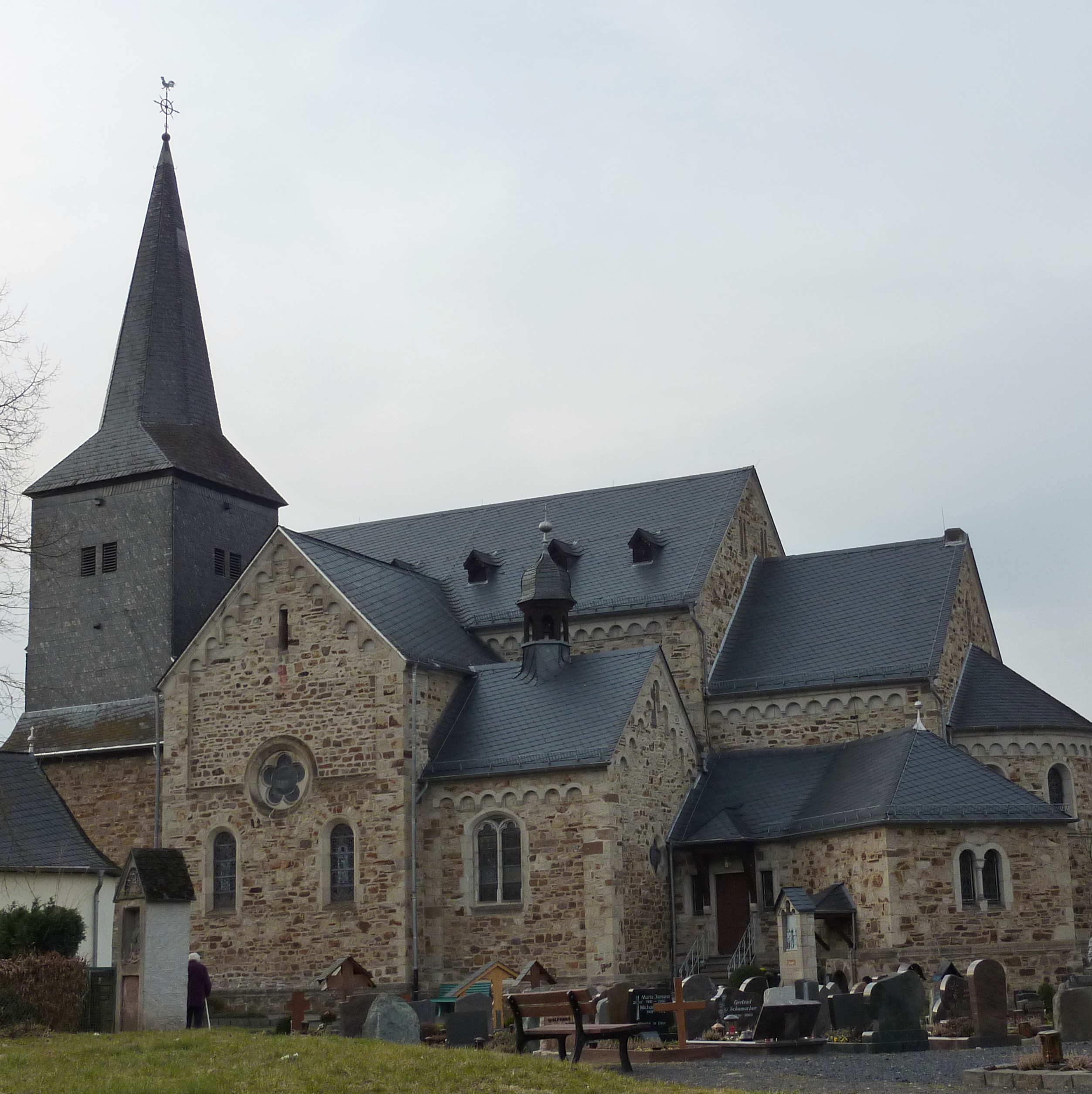
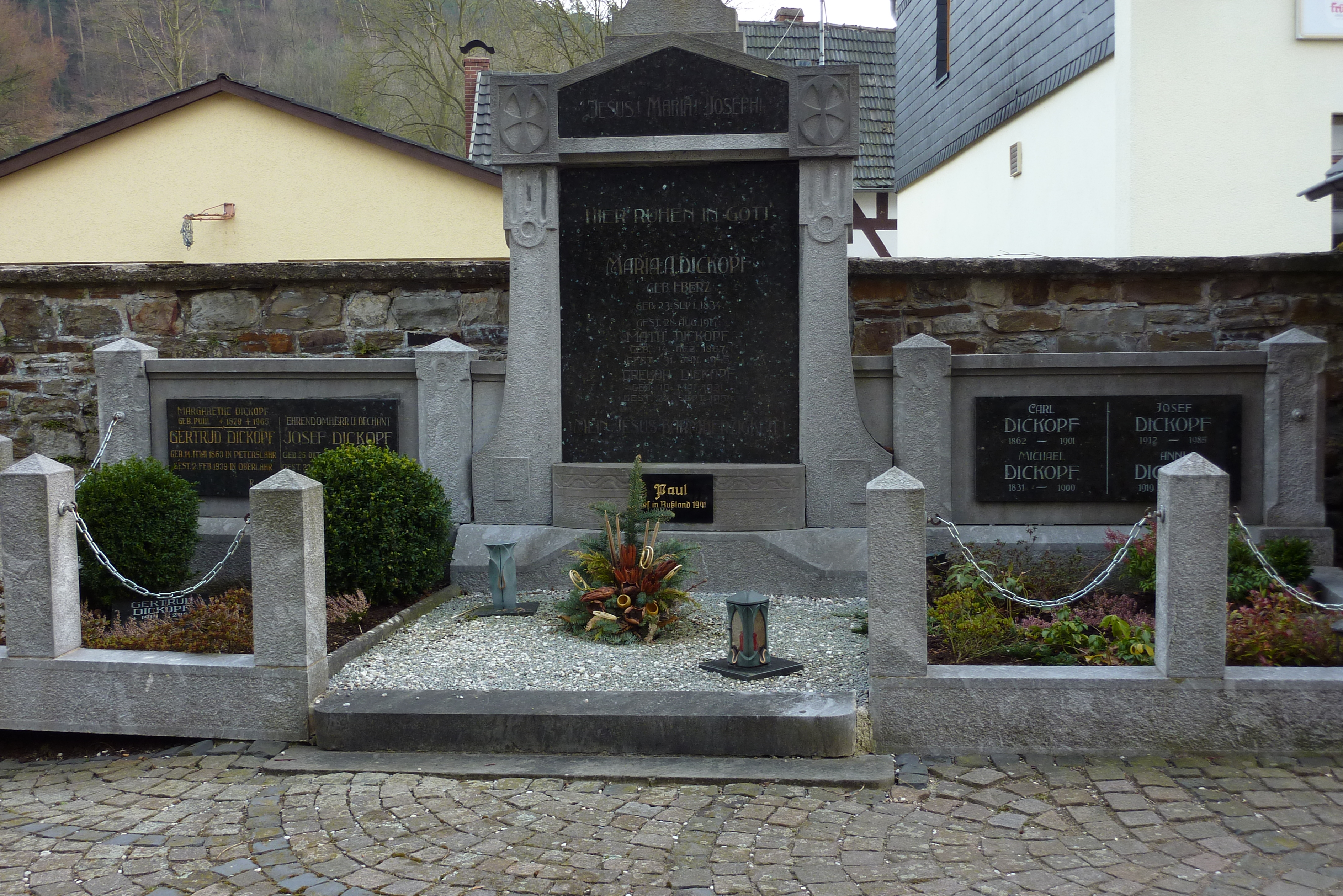